# Alorgasmia
La alorgasmia es una práctica sexual referida a alcanzar el orgasmo mientras se fantasea con otra persona que no está presente durante el acto sexual.

## Descripción
La alorgasmia se caracteriza por los pensamientos individuales que tiene una persona mientras mantiene relaciones sexuales, a diferencia del juego de roles, donde los participantes pueden actuar de manera consensuada ser otra persona o un personaje que logre despertar el erotismo durante dicho acto. Estos pensamientos son considerados como normales cuando ocurren de manera puntual y pueden ocurrir más de una vez a lo largo de la vida sexual activa de una persona. Las fantasías son muy variadas en su naturaleza, pudiendo ser, por ejemplo, sobre una celebridad, una persona conocida con la cual no se ha tenido sexo o evocar un recuerdo de algún acto sexual previo con otra persona y que signifique un estímulo sexual positivo. Cuando dichos pensamientos se vuelven recurrentes y hasta obsesivos con una persona en particular, siendo solo así la manera por la cual una persona logra obtener estímulos sexuales efectivos, pudiendo incluso «desconectarse mentalmente» de la otra parte participante a tal punto de ignorar su ser, la alorgasmia puede ser tratada como una patología y/o disfunción sexual.  Del mismo modo, tampoco es considerada como un tipo de voyerismo, puesto que en la alorgasmia, toda la escena erótica ocurre dentro de la mente de quien reproduce las ideas y mientras participa activamente de forma física con otra persona. 
Dependiendo los criterios y reglas preestablecidas dentro de una relación de pareja, la alorgasmia puede ser considerada como un tipo de infidelidad de pensamiento si la contraparte nunca se entera de que se está fantaseando con otro con el fin de obtener placer sexual, siendo a su vez un tema considerado tabú a nivel social y dentro de la pareja. Por otra parte, expertos señalan que para el caso de relaciones monógamas, el fantasear sobre otras personas puede ser saludable para evitar el aspecto negativo de la rutina, así como también para evitar cometer una infidelidad que implique un contacto físico con otra persona.